# Microsoft Deployment Toolkit
Microsoft Deployment Toolkit (MDT) est la solution gratuite de déploiement de Microsoft.
Elle repose sur le kit de déploiement Microsoft ADK. Cette solution permet l'automatisation de la création, de l'entretien et du déploiement de socle de système d'exploitation personnalisé.